# Let's Get Free
Albums de dead prez
Turn Off the Radio: The Mixtape Vol. 1
(2002)
Singles
1. Police State
Sortie : 27 octobre 1998
2. Hip-Hop
Sortie : 30 mars 1999
3. It's Bigger Than Hip-Hop
Sortie : 7 décembre 1999
4. I'm a African
Sortie : 2000
5. Mind Sex
Sortie : 15 août 2000

Let's Get Free est le premier album studio de dead prez, sorti le 14 mars 2000.
L'album s'est classé 22e au Top R&B/Hip-Hop Albums et 73e au Billboard 200.
Acclamé par la critique à sa sortie, cet album a été qualifié de « retour au rap conscient » et de « rap le plus politiquement engagé depuis Public Enemy ».
La photo de couverture du disque est un hommage aux affiches promotionnelles de la Conférence tricontinentale.

## Liste des titres
| No  | Titre                                                                      | Contient un (des) sample(s) de | Durée |
| --- | -------------------------------------------------------------------------- | --- | ----- |
| 1.  | Wolves (featuring Omali Yeshitela)                                         | Another Heart Breaks de l'Electric Light Orchestra                                                                                               | 2:16  |
| 2.  | I'm a African (featuring Mista Sinista (scratches), Abu et Indo)           | Long Red de Mountain Straight Out the Jungle des Jungle Brothers Niggaz 4 Life des N.W.A                                                         | 3:19  |
| 3.  | They Schools (featuring Keanna Henson)                                     | | 5:06  |
| 4.  | Hip-Hop                                                                    | | 3:33  |
| 5.  | Police State (featuring Omali Yeshitela)                                   | | 3:40  |
| 6.  | Behind Enemy Lines (featuring Divine, Ness et Toya)                        | A Love Supreme d'Alice Coltrane Telephone Line d'Electric Light Orchestra Kojo No Tsuki de Rentarō Taki                                          | 3:03  |
| 7.  | Assassination                                                              | | 2:01  |
| 8.  | Mind Sex (featuring Abiodun Oyewole, Becca's Smoke and Candy Store et Umi) | | 4:51  |
| 9.  | We Want Freedom                                                            | The Windmills of Your Mind de José Feliciano | 4:33  |
| 10. | Be Healthy (featuring Prodigy)                                             | | 2:34  |
| 11. | Discipline (featuring Dedan et N.I.M.R.O.D.)                               | Baby Come Back de Player | 1:37  |
| 12. | Psychology (featuring Umi et True Image)                                   | Tobacco Road de Lou Rawls Diamonds Are Forever de Shirley Bassey The Message de Grandmaster Flash & The Furious Five Angel of Love de Mike Longo | 5:56  |
| 13. | Happiness                                                                  | Be Happy de Mary J. Blige | 3:48  |
| 14. | Animal in Man                                                              | | 4:31  |
| 15. | You'll Find a Way                                                          | | 3:13  |
| 16. | It's Bigger Than Hip-Hop (featuring Tahir)                                 | Player's Anthem de Junior M.A.F.I.A. featuring The Notorious B.I.G.                                                                              | 3:55  |
| 17. | Propaganda (featuring Becca's Smoke and Candy Store et Huey P. Newton)     | You're My Everything de Santa Esmeralda featuring Leroy Gómez                                                                                    | 5:40  |
| 18. | The Pistol (featuring Maintain)                                            | | 4:27  |